# サバイビング・ゲーム
『サバイビング・ゲーム』（原題：Surviving the Game）は、1994年公開のアメリカ合衆国のアクション映画。
マンハント（人間狩り）ゲームを題材としたアクション・スリラー映画。アイス-T、ルトガー・ハウアーらが出演。

## あらすじ
メイソンは妻子と仕事を失い、ホームレスとなっていた。さらに追い打ちをかけるように、可愛がっていた犬が車に轢き殺され、唯一の親友だったハンク老人が急死してしまい、孤独と失意のどん底に陥る。そして生きる希望を失った彼は、自殺を考えるようになる。
そんなある日、メイソンの前にホームレスのためのボランティア活動をしているコールという男が現われる。コールはメイソンに、狩猟ガイドの仕事をしないかと持ちかける。メイソンはガイドの経験などなかったが、人生をやり直すきっかけになればと思い、それを引き受ける。
メイソンはコールと共に、人里離れた山奥のロッジにやってきた。そこには既に狩猟のメンバーが集まっていた。主催者で実業家のバーンズ、CIAお抱えの精神分析医だというホーキンス、テキサスの石油成金のグリフィン、ウォール街の証券マンのウォルフ父子だ。彼らはメイソンを温かく迎えるが、メイソンは彼らの間に漂う異様な雰囲気に不吉なものを感じていた。
翌朝、メイソンが目を覚ますと、彼らは銃を突きつけて、メイソンを追い立てる。実は彼らは、金持ちたちの行う異常なマンハント（人間狩り）ゲームの愛好家で、メイソンは彼らの“獲物”として誘い出されたのだった。
必死で逃げるうちに生への執着が甦ってきたメイソンは反撃に転じ、次々と敵を倒していく。

## キャスト
※括弧内は日本語吹替
- ジャック・メイソン - アイス-T（矢尾一樹）
- トーマス・バーンズ - ルトガー・ハウアー（小林修）
- ウォルター・コール - チャールズ・ダットン（高宮俊介）
- ドク・ホーキンス - ゲイリー・ビジー（谷口節）
- デレク・ウォルフ・シニア - F・マーリー・エイブラハム（清川元夢）
- ジョン・グリフィン - ジョン・C・マッギンリー（水野龍司）
- デレク・ウォルフ・ジュニア - ウィリアム・マクナマラ（関智一）
- ハンク - ジェフ・コーリー（岩田安生）